# Filippo Corio
Filippo Corio (Imperia, 11 gennaio 1992) è un pallanuotista italiano, centroboa della Rari Nantes Imperia.

## Carriera

### Club
Cresciuto nella Rari Nantes Imperia Filippo Corio sigla il suo primo gol in Serie A1 l'11 dicembre 2010, nella trasferta contro la Latina Pallanuoto (12-7). Dopo aver militato nel 2014-2015 nella Rari Nantes Arenzano, torna nell'Imperia, in cui gioca per tre stagioni. Nel 2018 passa alla Rari Nantes Savona in serie A1 e l'anno dopo gioca nel Crocera Stadium in A2.
Nel 2020 ritorna un'altra volta nella Rari Nantes Imperia e si guadagna la promozione in serie A2

## Statistiche

### Presenze e reti nei club giovanili
Statistiche aggiornate al 10 gennaio 2011.
| Stagione        | Squadra         | Campionato      | Campionato | Campionato | Coppe nazionali | Coppe nazionali | Coppe nazionali | Coppe continentali | Coppe continentali | Coppe continentali | Totale | Totale |
| Stagione        | Squadra         | Comp            | Pres       | Reti       | Comp            | Pres            | Reti            | Comp               | Pres               | Reti               | Pres   | Reti   |
| --------------- | --------------- | --------------- | ---------- | ---------- | --------------- | --------------- | --------------- | ------------------ | ------------------ | ------------------ | ------ | ------ |
| 2007-2008       | Imperia         | Allievi A       | 3          | 8          |                 | -               | -               |                    | -                  | -                  | 3      | 8      |
| 2008-2009       | Imperia         | Allievi A       | 20         | 75         |                 | -               | -               |                    | -                  | -                  | 20     | 75     |
| Totale carriera | Totale carriera | Totale carriera | 23         | 83         |                 | -               | -               |                    | -                  | -                  | 23     | 83     |

### Presenze e reti nei club
Statistiche aggiornate al 10 gennaio 2011.
| Stagione        | Squadra         | Campionato      | Campionato | Campionato | Coppe nazionali | Coppe nazionali | Coppe nazionali | Coppe continentali | Coppe continentali | Coppe continentali | Totale | Totale |
| Stagione        | Squadra         | Comp            | Pres       | Reti       | Comp            | Pres            | Reti            | Comp               | Pres               | Reti               | Pres   | Reti   |
| --------------- | --------------- | --------------- | ---------- | ---------- | --------------- | --------------- | --------------- | ------------------ | ------------------ | ------------------ | ------ | ------ |
| 2010-2011       | Imperia         | A1              | 10         | 2          |                 | -               | -               |                    | -                  | -                  | 10     | 2      |
| Totale carriera | Totale carriera | Totale carriera | 10         | 2          |                 | -               | -               |                    | -                  | -                  | 10     | 2      |